# Ostermayer
Ostermayer ist ein deutscher Familienname.

## Herkunft und Bedeutung
Ostermayer ist eine Variante des Familiennamens Meier.

## Varianten
- Ostermaier, Ostermair, Ostermayr, Ostermeier, Ostermeyer

## Namensträger
- Augustin Ostermayer OSB (Johannes Michael; 1694–1742), Abt des Benediktinerklosters Metten
- Christine Ostermayer (* 1936), österreichische Schauspielerin
- Ernst Ludwig Ostermayer (1868–1918), deutscher Maler und Grafiker
- Eugen Ostermayer (1849–1903), deutscher Apotheker und Chemiker
- Fritz Ostermayer (* 1956), österreichischer Radiomacher, Autor, DJ und Musiker
- Josef Ostermayer (Pädagoge) (1909–1998), Schweizer Institutsleiter, Lehrer und Pädagoge
- Josef Ostermayer (* 1961), österreichischer Politiker (SPÖ)
- Max Ostermayer (1860–1942), deutscher Kaufmann, Ehrenbürger von Emmerich am Rhein
- Walter Ostermayer (1897–1941), deutscher Bildhauer